# Dżadat al-Maghara
Dżadat al-Maghara (arab. جعدة المغارة) – wieś w Syrii, w muhafazie Aleppo, w dystrykcie Ajn al-Arab. W 2004 roku liczyła 1562 mieszkańców.